# Ясиня
Ясиня́ (укр. Ясіня́) — посёлок в Раховском районе Закарпатской области Украины, который с 1918 по 1919 год был столицей Гуцульской Республики. Административный центр Ясинянской поселковой общины.

## Географическое положение
Расположен в 32 км от районного центра Рахова, 274 км от Ужгорода.
Находится на реке Чёрная Тиса, в Украинских Карпатах, на высоте 650 м над уровнем моря, у подножия вершин Говерла, Петрос и Близница.

## История
Впервые упоминается в документах в 1555 г. Население посёлка занималось лесоразработками, лесосплавом.
Во время первой мировой войны ещё в октябре 1914 г. в посёлок вступила русская императорская армия, которую по-братски приветствовала часть местного населения. Однако русские вскорости были вынуждены отступить и в Ясиню вошли австро-венгерские войска, и австро-венгерские власти без суда и следствия расправились с теми, кто проявил симпатии к русским. 150 жителей были арестованы, из которых 65 по обвинению в «государственной измене» приговорены к смертной казни. 22 октября 1914 г. были повешены семь крестьян. Боясь народного гнева, австрийцы заменили остальным смертную казнь тюремным заключением.
После падения Габсбургской империи в Ясинях была провозглашена Украинская Гуцульская Республика, существовавшая фактически семь месяцев.
Вместе с другими жупами (регионами) Закарпатья и Пряшовщины (кроме южной Мараморощины) Ясиня с 1922 года присоединены к Чехо-Словацкой республике. Сразу в Ясинях были созданы, по сути, наиболее мощные на Подкарпатской Руси организации «Просвита» (рус. «Просвещение») и «Сичи» (полумилитарное спортивное общество).
В 1938—1939 году много ясинцев (ясинчан) принимало участие в строительстве Карпатской Украины, возглавляемой Августином Волошиным, и проявило себя в боях против армии Венгрии адмирала Хорти в марте 1939 г.
28 сентября 1944 года освобождён от германских войск советскими войсками 4-го Украинского фронта в ходе Карпатско-Ужгородской операции:
- 17-й гв. ск (генерал-майор Гастилович, Антон Иосифович) в составе: 8-й сд (полковник Угрюмов, Николай Степанович), 138-й сд (полковник Васильев, Василий Ефимович).

До 14 октября 1944 г. в Ясинях находилась мощная группировка венгерских войск и укрепрайон, известный как линия Арпада, захваченный в течение длительных и интенсивных боёв войсками 3-го Украинского фронта Красной Армии.
Войскам, участвовавшим в боях за преодоление гор Карпат, в ходе которых были освобождены города Керешмезе (Ясиня) и Рахов, румынский город Сигет и другие крупные населённые пункты, приказом Верховного Главнокомандующего И. В. Сталина от 18 октября 1944 года объявлена благодарность и в Москве дан салют 20-ю артиллерийскими залпами из 224 орудий.,.
В 1978 году здесь действовали лесокомбинат, фабрика искусственного меха, ткацкий цех Раховской фабрики художественных изделий, историко-краеведческий музей и две туристические базы.

## Население
В январе 1989 года численность населения составляла 7720 человек.
По состоянию на 1 января 2013 года численность населения составляла 8454 человека.

### Языковой состав
Родной язык населения по данным переписи 2001 года:
| Язык       | Численность, чел. | Доля     |
| ---------- | ----------------- | -------- |
| Украинский | 7 195             | 89,46 %  |
| Венгерский | 661               | 8,22 %   |
| Цыганский  | 98                | 1,22 %   |
| Другое     | 89                | 1,10 %   |
| Итого      | 8 043             | 100,00 % |

Украинский язык является официальным и основным языком посёлка.

## Транспорт
- железнодорожная станция[3]

## Культура
Славятся Ясиня самобытным народным творчеством и художественной самодеятельностью. Долгое время визиткой посёлка был народный самодеятельный ансамбль песни и танцев «Гуцульщина» (художественный руководитель — народный композитор и дирижёр Василий Калинюк), успешно гастролировавший по лучшим сценам бывшего СССР и стран соцлагеря.

### Мифы и легенды
По легенде, галичанин Иван Струк пас здесь овец, но внезапный глубокий снег помешал ему перегнать отару домой. Поэтому он сделал из ясеня овчарню для овец, а сам отправился к себе домой. Когда вернулся, застал отару целой и невредимой, да ещё и с приплодом. В благодарность Богу он построил деревянную церковку, прозванной Струковской. А ясень с тех пор стал символом посёлка и его названием. И сейчас на гербе Ясиней — пастух Струк, зелёное дерево и отара.

## СМИ

### Радиостанции[12]
- 104,4 МГц — Закарпаття FM

## Известные жители
В Ясинях родились Герой Советского Союза А. А. Борканюк (1901—1942), президент Гуцульской республики Степан Клочурак, Александр Кабалюк (преподобный Алексий, карпаторусский православный священнослужитель, архимандрит) и др.

## Достопримечательности

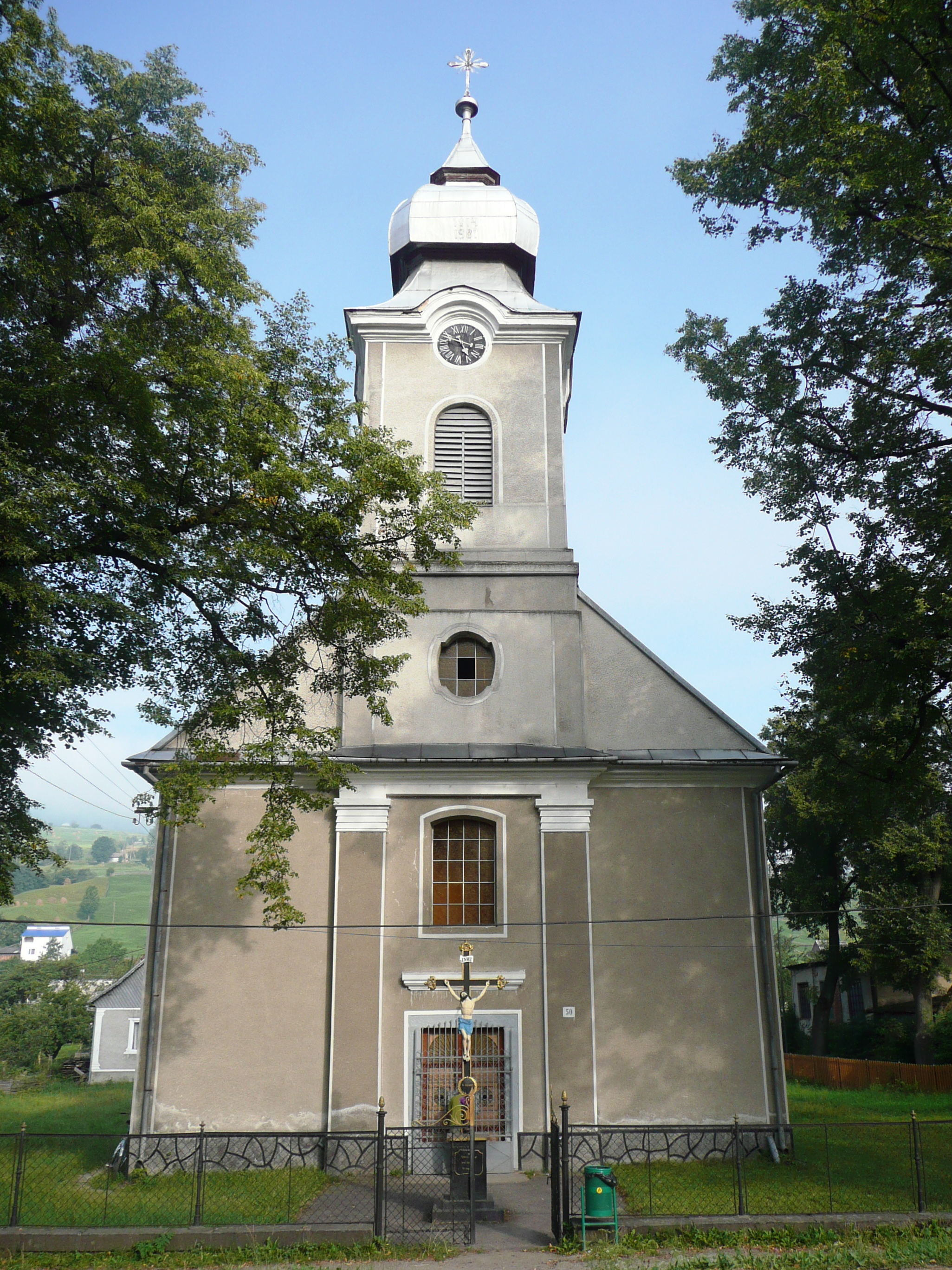
Фасад
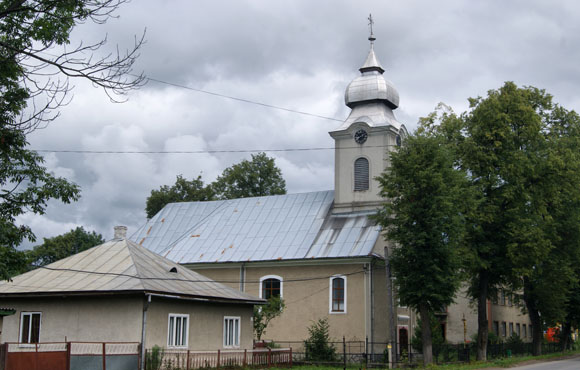
Общий вид
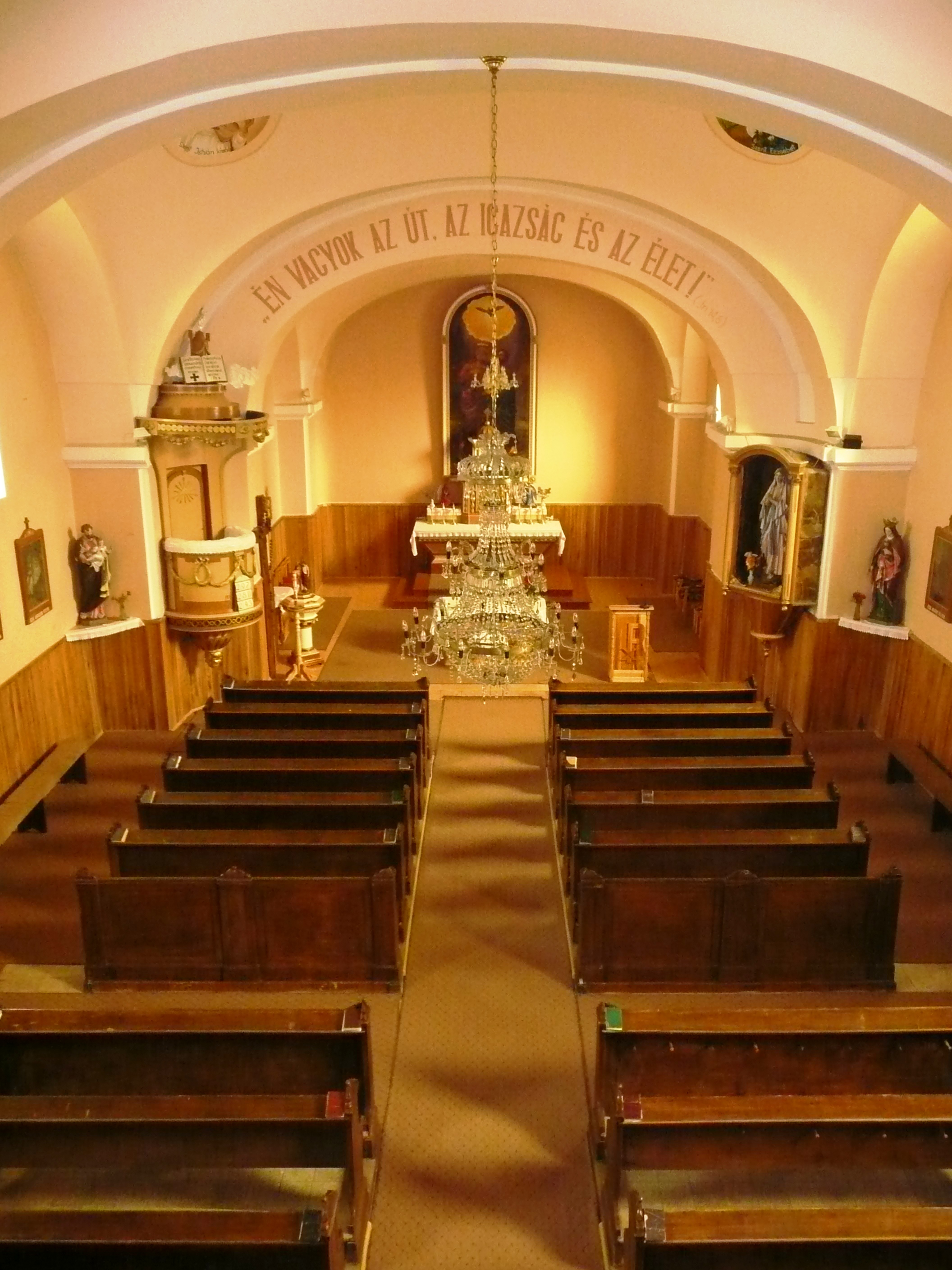
Интерьер

- Струковская церковь, которая включена в список мирового наследия ЮНЕСКО:

Церковь Вознесения Господня (Струковская церковь), XVIII в.

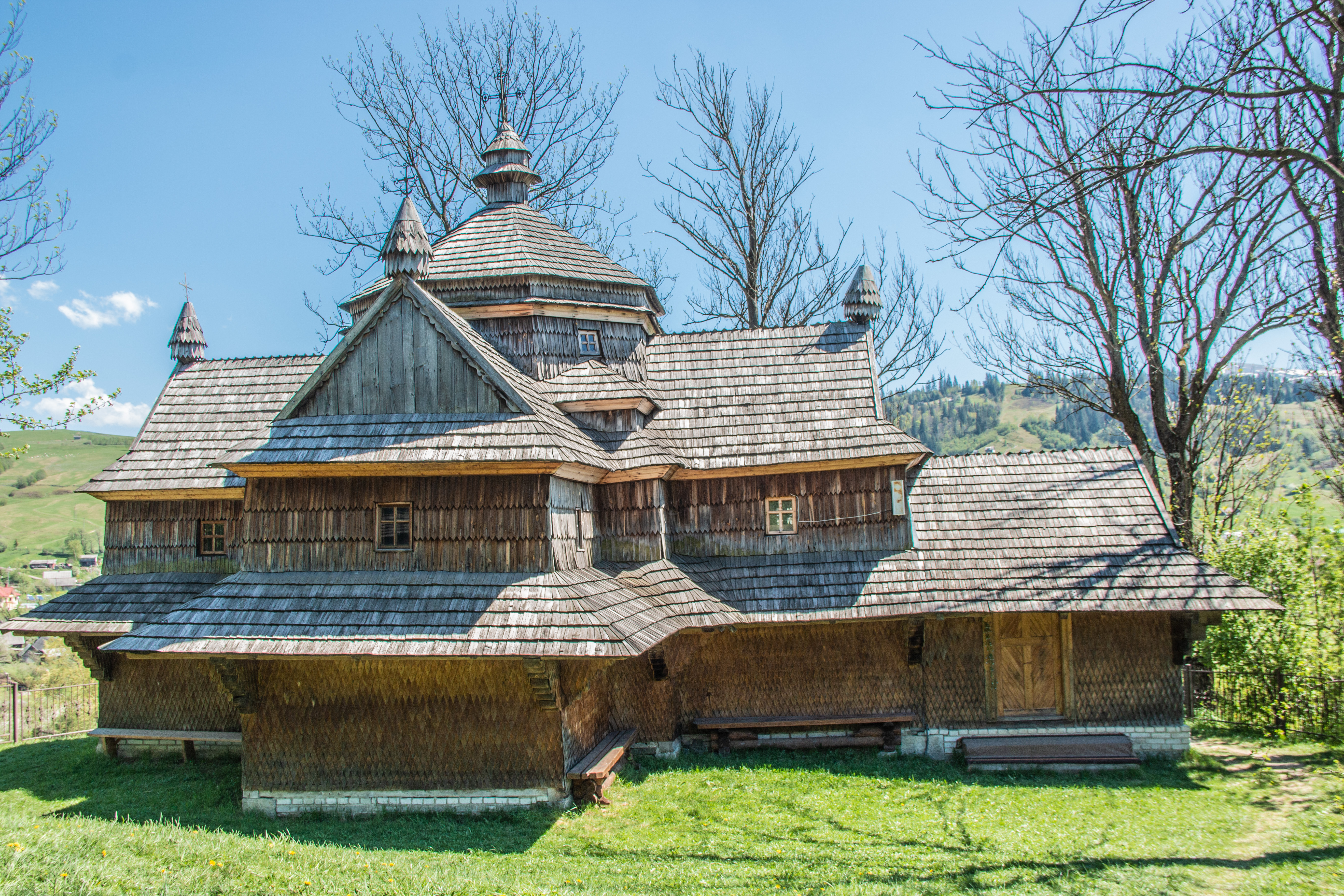
Церковь, вид сзади
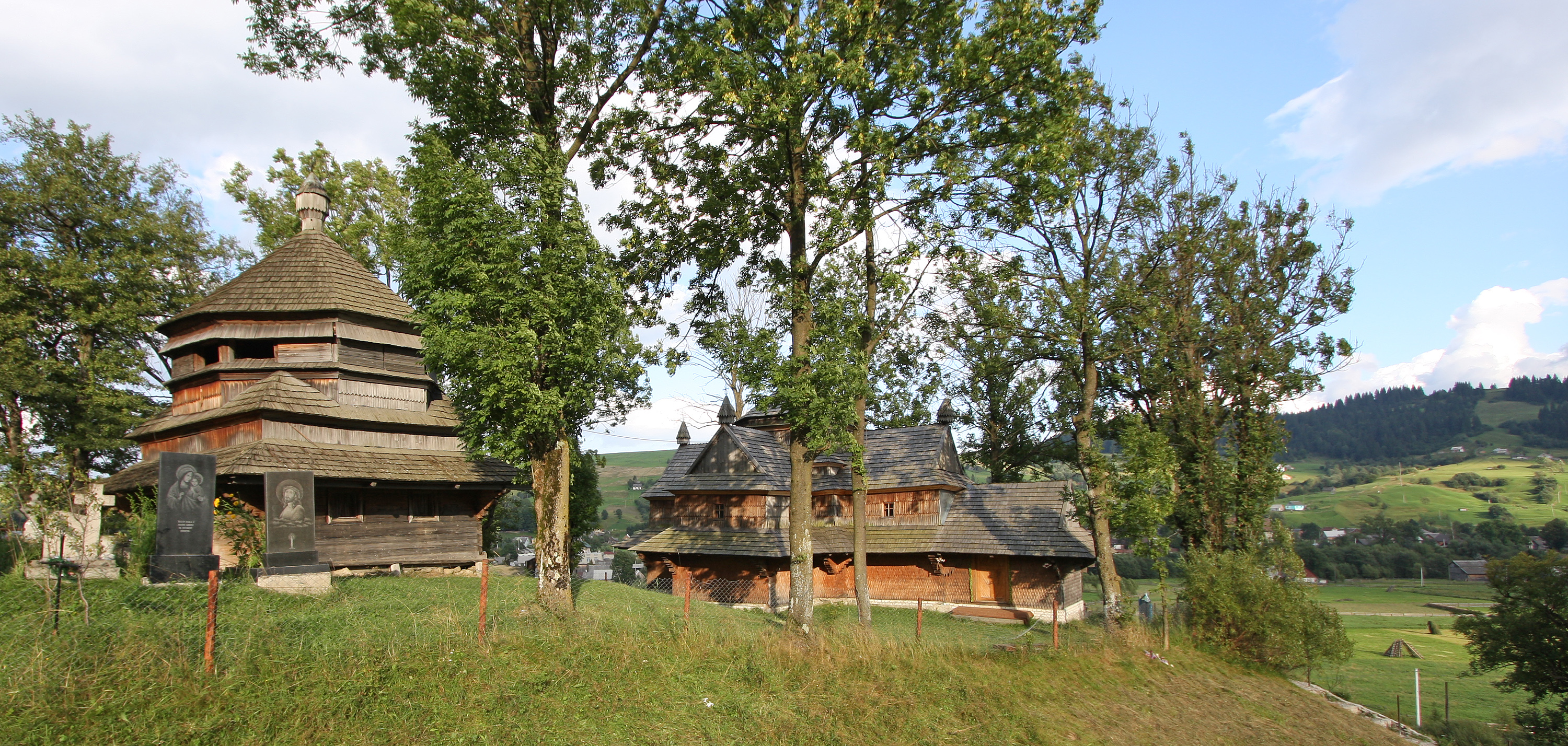
Общий вид комплекса сзади
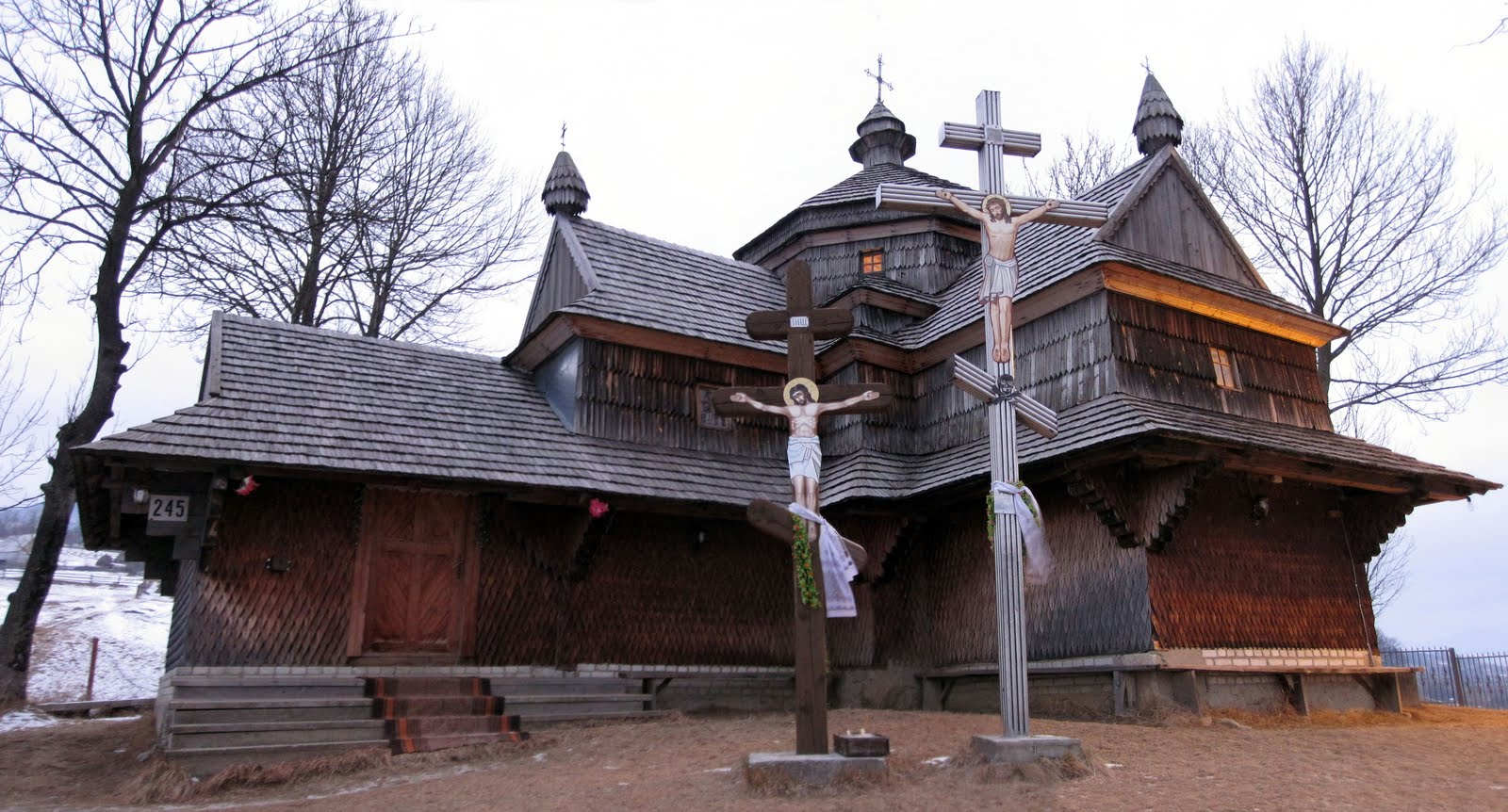
Церковь, 1824

- Имеется целый ряд других церквей:

Венгерский католический костёл Петра и Павла, 1814
- Фасад
- Общий вид
- Интерьер

Другие церкви в Ясиня

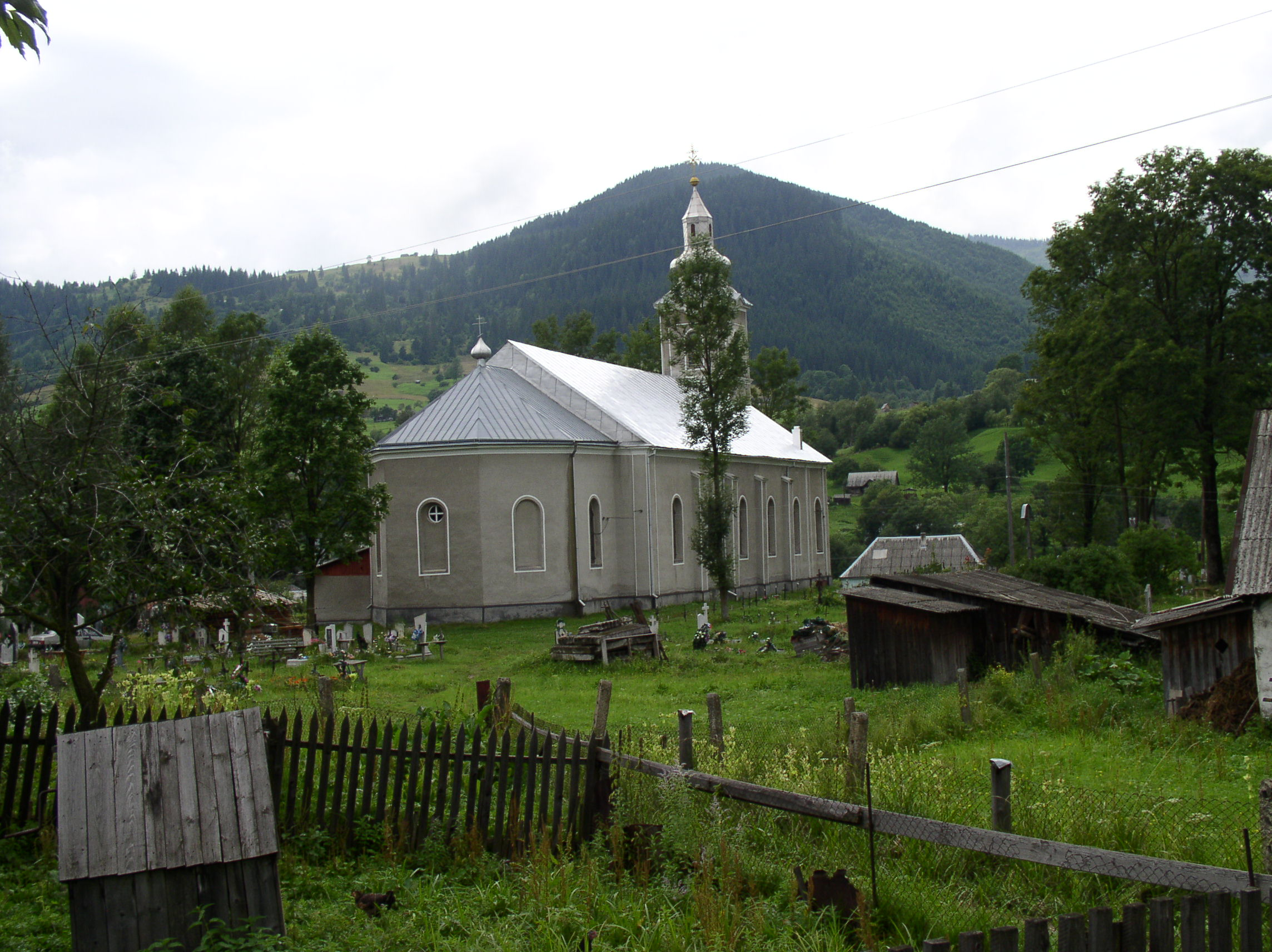
Церковь Покровска
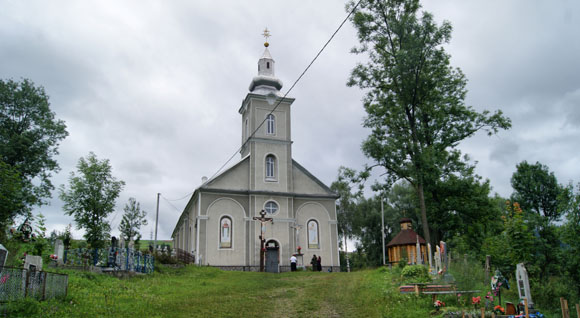
Церковь Покровска
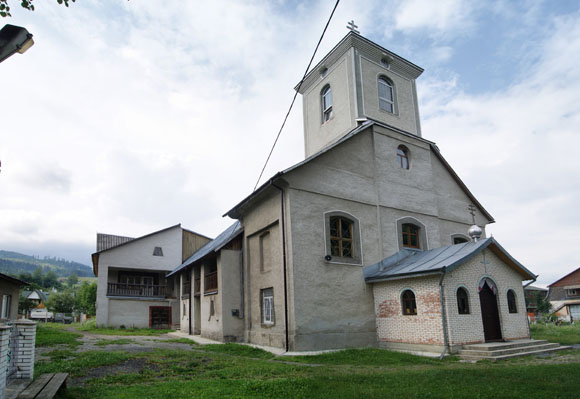
Церковь Рождества Богородицы
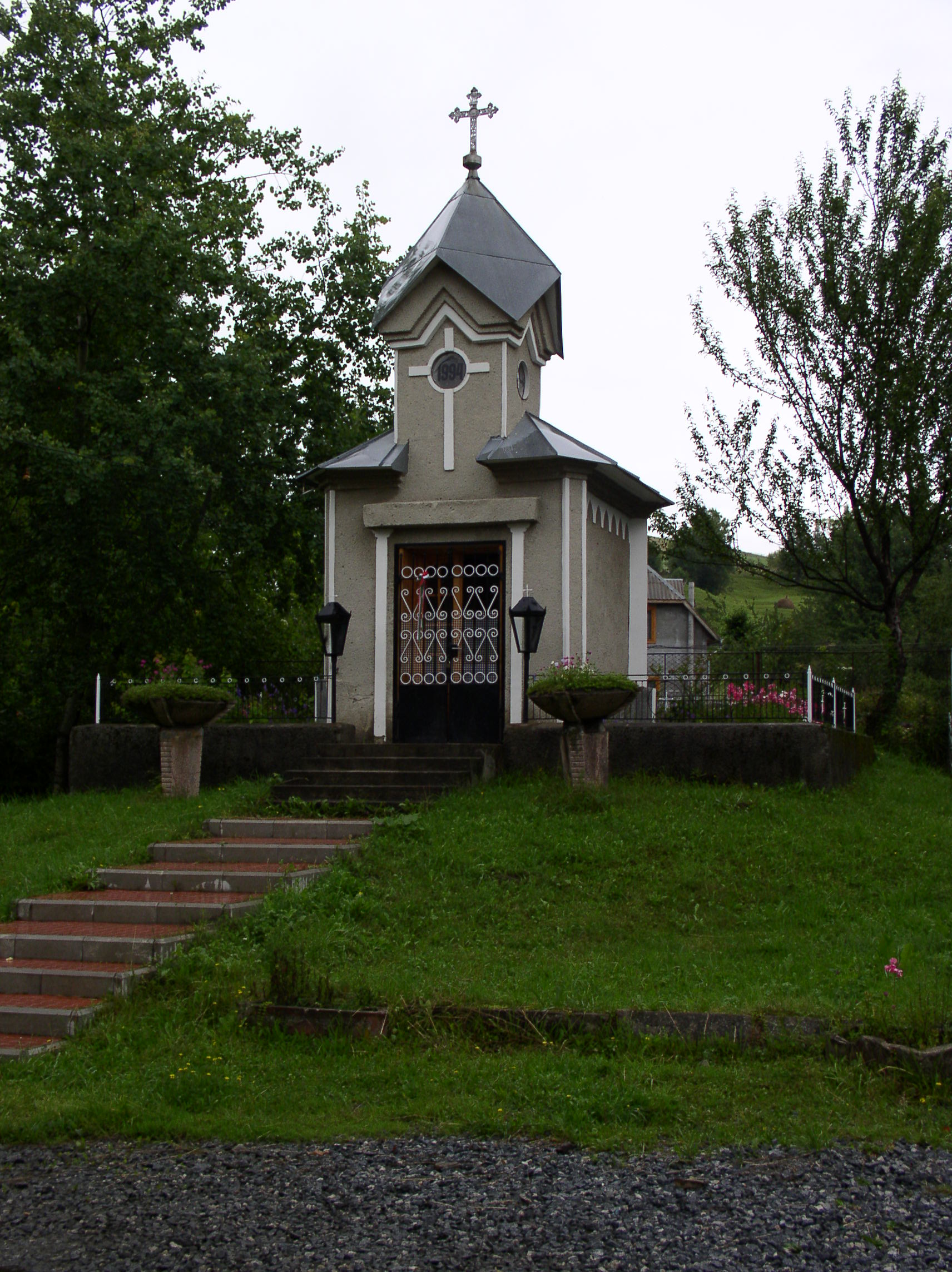
Часовня

Памятники в Ясинях
- В посёлке сооружены памятники:
  - руководителям Гуцульской Республики братьям Клымпушам (Василию Ивановичу[укр.] и Дмитрию Ивановичу).
  - воинам Советской Армии, погибшим при освобождении посёлка в октябре 1944 года;
  - памятник А. А. Борканюку,
  - мемориальный знак в присёлке Стебном, где высадилась десантная группа под командованием А. А. Борканюка.
  - памятный крест солдату УПА Богдану Кувику
  - памятник героям Небесной сотни

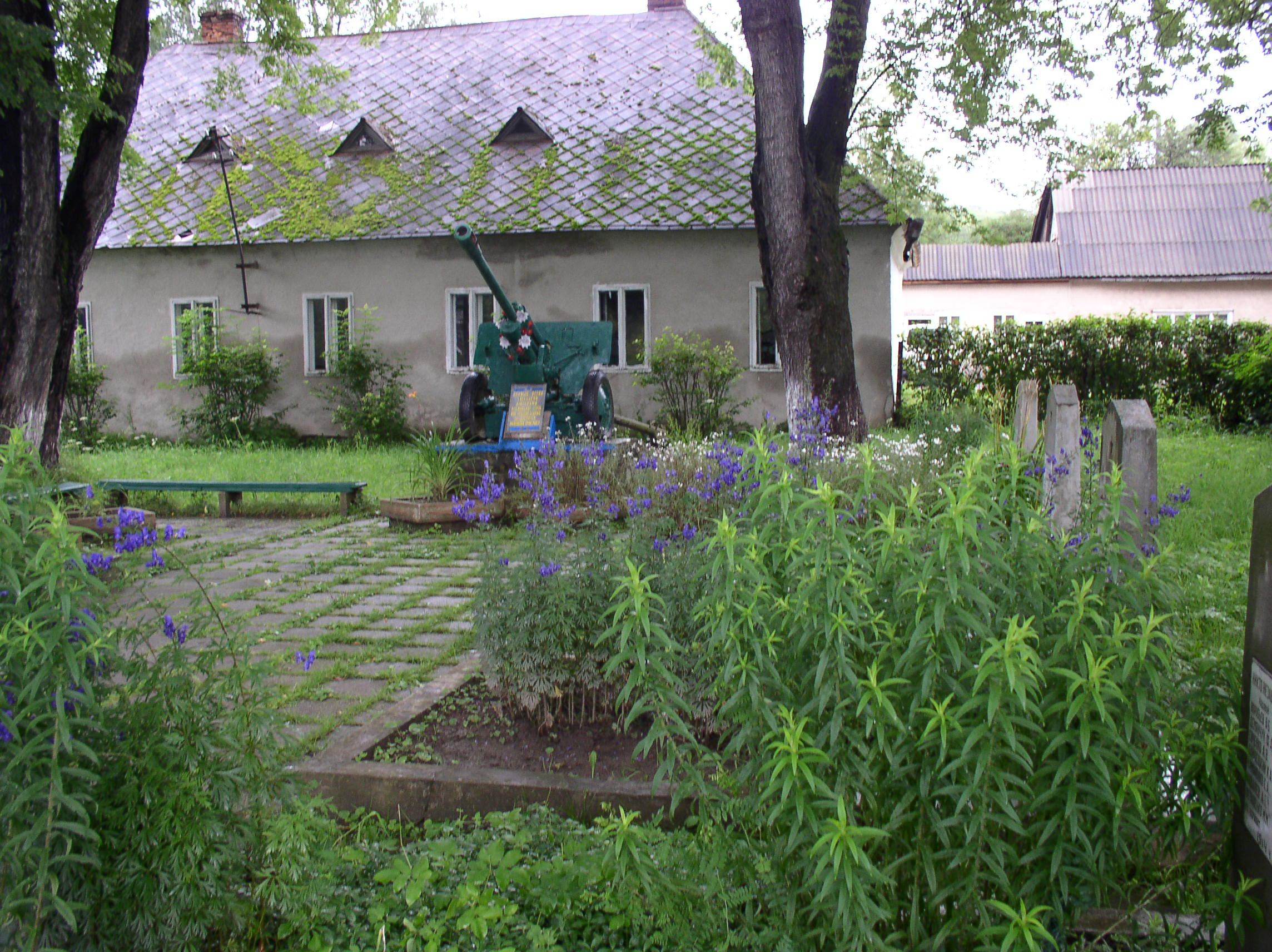
Пушка-памятник воинам Советской Армии, погибшим при освобождении посёлка, на месте их захоронения.
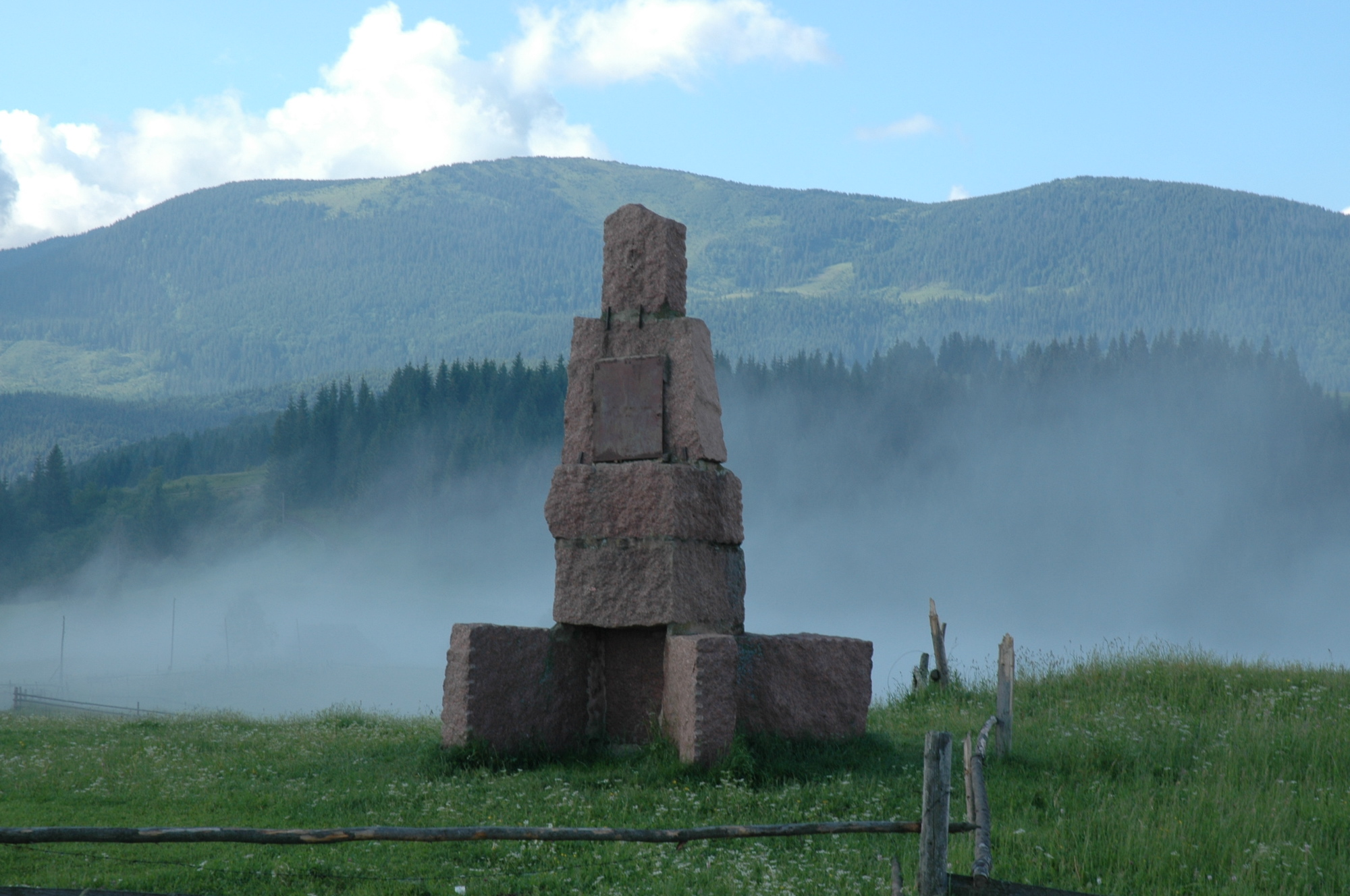
Мемориальный знак воинам Советской Армии
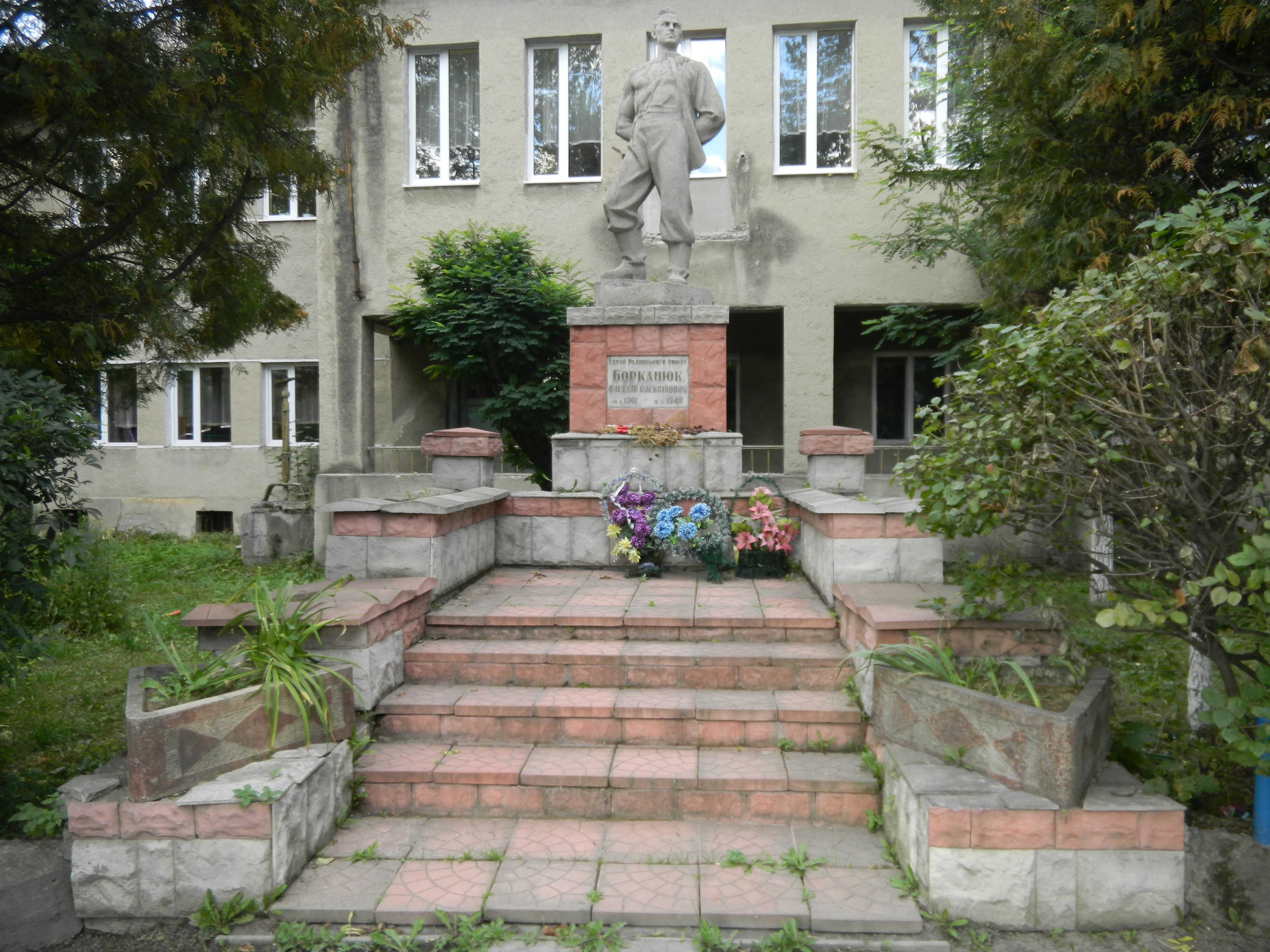
Памятник А. Борканюку

Прочие достопримечательности
- краеведческий музей, посвящённый быту жителей Карпат

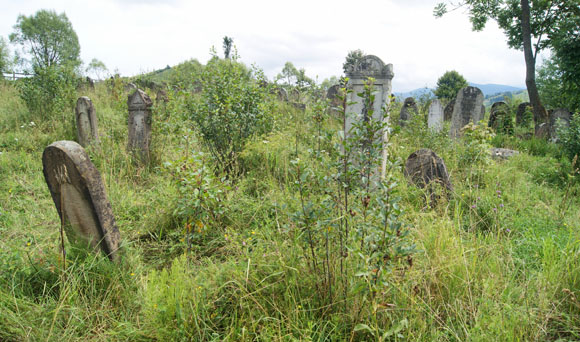
Еврейское кладбище
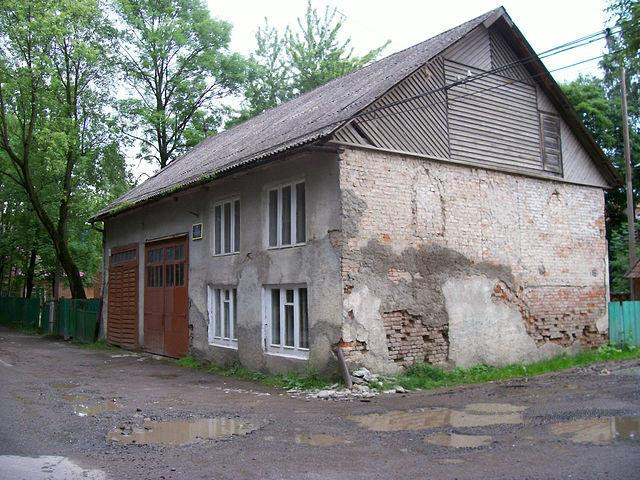
Бывшая синагога
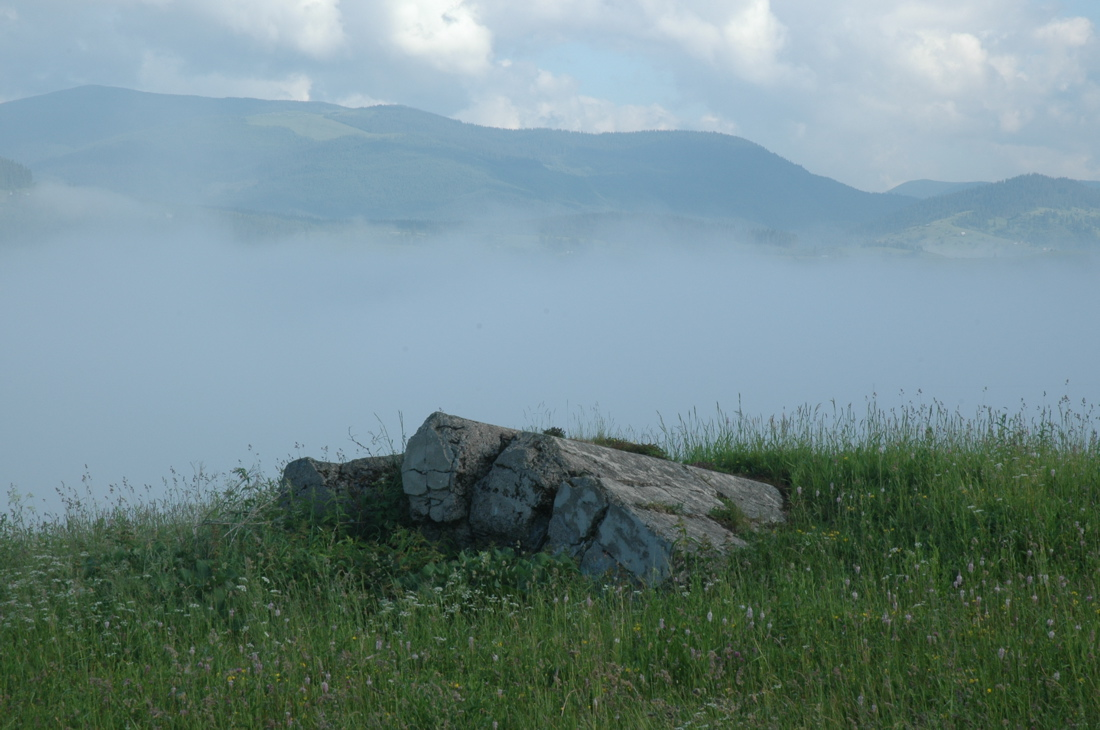
Разрушенный ДОТ линии Арпада
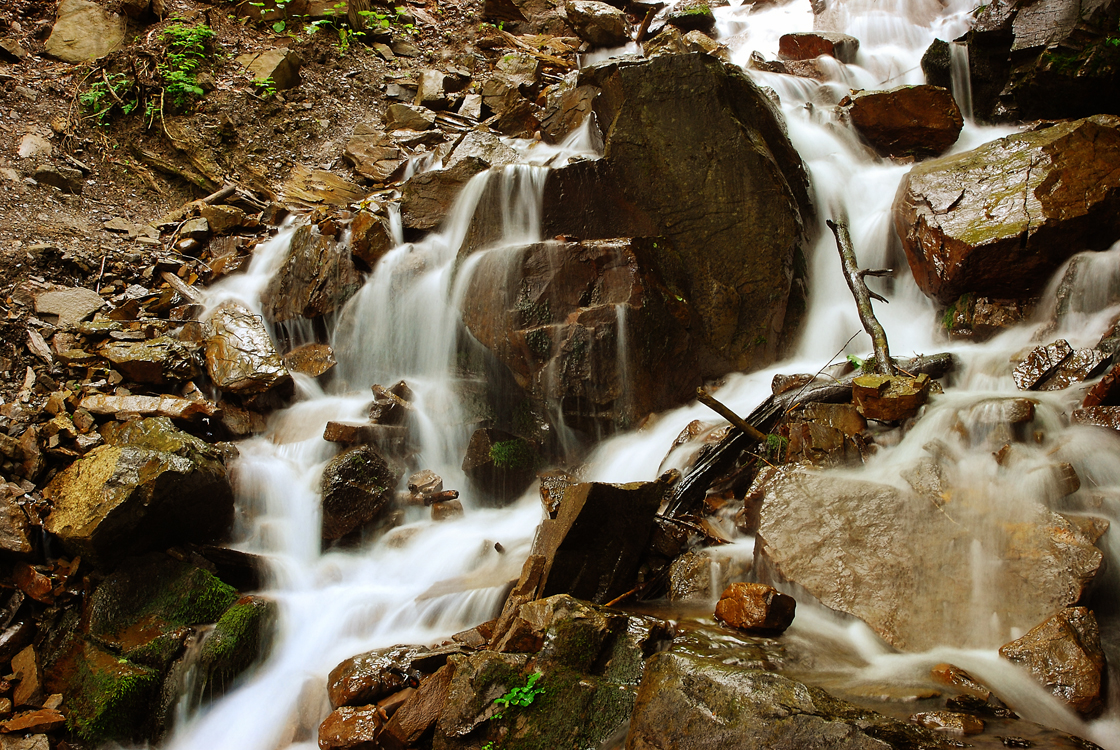
36-метровый водопад Труфанец, к югу от посёлка

Окрестности посёлка — излюбленное место многочисленных туристов, которые круглый год отдыхают здесь на лоне чудесной карпатской природы.
В Ясинях на сегодняшний момент находятся множество действующих туристических баз. Поблизости расположены известные лыжные курорты Драгобрат (15км) и Буковель. Интенсивная урбанизация местности началась приблизительно с 2001.
- Функционируют два бугельных подъёмника на 500 и 1000 метров.

## Пояснения
1. ↑  Мн.ч. от названия дерева ясень — см. далее по тексту статьи.
2. ↑  Скорее всего, русины.